# Lies (Terschelling)
Lies is een dorp op het waddeneiland Terschelling, provincie Friesland (Nederland). Lies is gelegen tussen Formerum en Hoorn. Op 1 januari 2023 had Lies 130 inwoners. Het dorp bestaat uit een kern van boerderijen en woningen langs de Terschellinger hoofdweg en een tweetal kleinere kernen ten noorden van het dorp die de naam Kathoek en Noordhoek dragen. Ook het recreatiewoningenterrein De Duunt behoort tot Lies.
Ten noordoosten van Lies, op de grens met het dorp Hoorn, ligt een klein elzenhakhoutbos met de naam Lergerbos.
Op Terschelling wordt een inwoner van Lies aangeduid als Lerger.
In de duinen ten noorden van Lies ligt het uitgestrekte reservaat de Koegelwieck. Het Liesinger- of Liesterplak in het zuidwesten van dit reservaat, wordt in de winter door de inwoners van Lies als ijsbaan gebruikt.

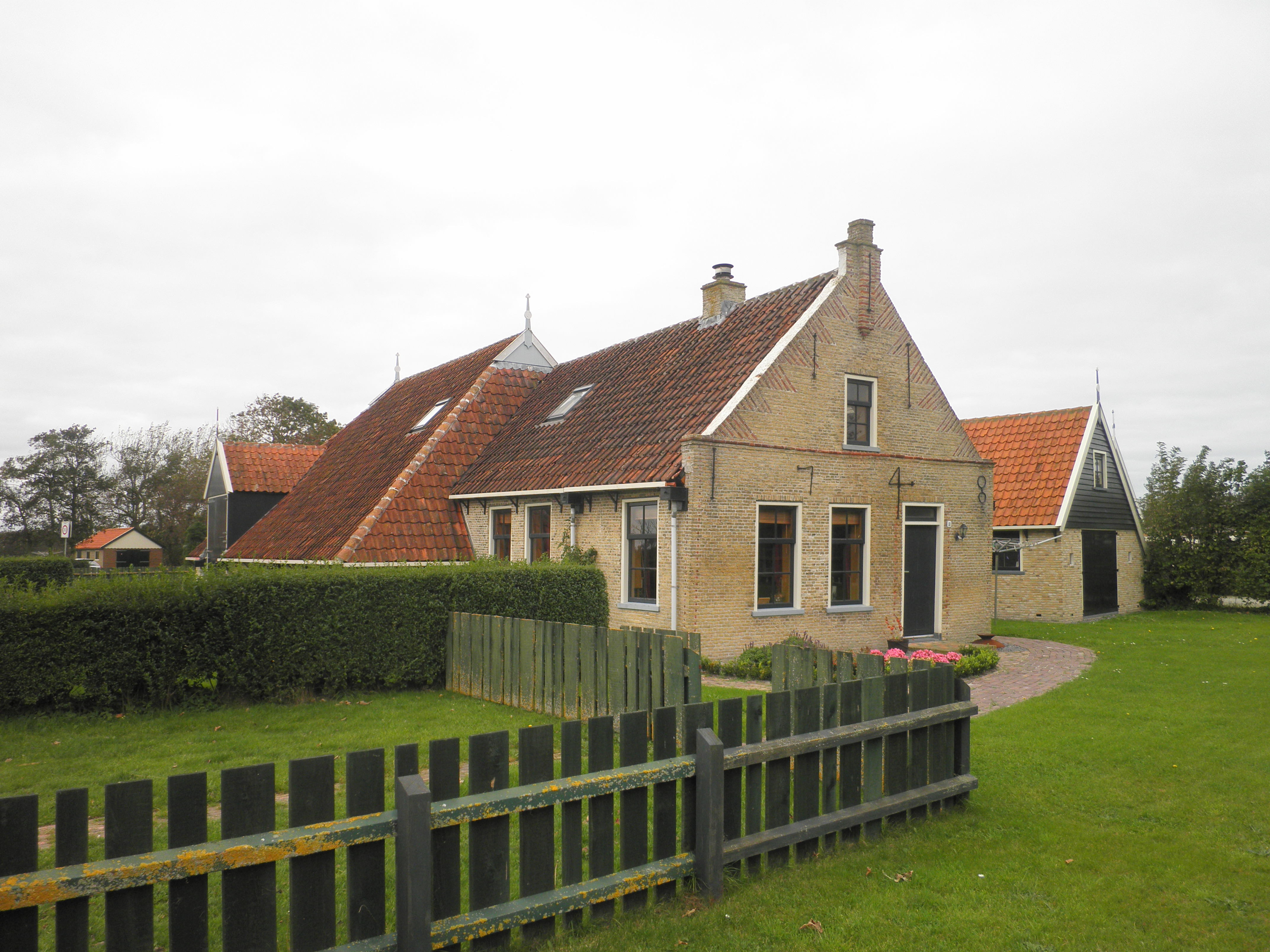
Boerderij in Lies

Dorpen en buurtschappen: Baaiduinen · Dellewal · Formerum · Halfweg · Hee · Hoorn · Horp · Kaard · Kinnum · Landerum · Lies · Midsland · Midsland aan Zee · Midsland-Noord · Oosterend · Striep · West aan Zee · West-Terschelling

Friesland: Steden en dorpen      Nederland: Provincies · Gemeenten